# Walter Bauer (Politiker, 1922)
Walter Bauer (* 2. Jänner 1922 in Linz; † 8. Juni 2000) war ein österreichischer Politiker (FPÖ) und Jurist. Er war von 1955  bis 1985 Abgeordneter zum Oberösterreichischen Landtag.

## Ausbildung und Beruf
Bauer besuchte das Gymnasium in Linz und meldete sich als Kriegsfreiwilliger direkt nach der achten Klasse zum Einsatz im Zweiten Weltkrieg, wobei er zunächst zur Luftwaffe und danach zur Sturmartillerie kam. Während des Krieges wurde er mehrfach verwundet und ausgezeichnet, wobei er zu Kriegsende den Dienstrang eines Oberfähnrichs an der Ostfront innehatte. Bereits während des Krieges studierte Bauer während eines Lazarettaufenthalts in Innsbruck ein Semester Rechtswissenschaften, wobei er sein Studium nach 1945 fortsetzte und an den Universitäten Innsbruck und Wien verfolgte. Er finanzierte sich sein Studium in Innsbruck teilweise durch seine Funktion als Chef einer Jazzkapelle und war später auch zeitweise Mitglied des Symphonieorchesters im Linzer Konzertverein. Bauer promovierte schließlich zum Doktor der Rechte und trat nach der Absolvierung seines Gerichtsjahres in den Dienst der Österreichischen Bundesbahnen.
Er war 1966 Mitarbeiter und Bundesbahn-Oberinspektor (Diensttitel der Gehaltsgruppe IXa) in der Betriebsabteilung der Bundesbahndirektion Linz. 1968 war der Jurist Leiter der Kommerziellen Abteilung und Bundesbahn-Zentralinspektor (Diensttitel der Gehaltsgruppe IXb) in der Bundesbahndirektion Linz. Mindestens von 1977 bis 1984 war er Vizepräsident der Bundesbahndirektion Linz, jedoch als Abgeordneter zum Oberösterreichischen Landtag der Funktion enthoben.

## Politik und Funktionen
Bauer engagierte sich bei der Personalvertretung der Eisenbahndirektion Linz, wo er mit einer unabhängigen Liste kandidierte. 1955 trat er für die Freiheitliche Partei bei der Landtagswahl in Oberösterreich an und wurde in der Folge am 19. November 1955 als Abgeordneter zum Oberösterreichischen Landtag angelobt. Er gehörte dem Landtag in der Folge durch fünf Legislaturperioden an und schied am 27. Oktober 1985 aus dem Landtag aus. Er war im Landtag Mitglied im Ausschuss für Verfassung und Verwaltung, Mitglied im Ausschuss für öffentliche Wohlfahrt und Mitglied im Ausschuss für Finanzen. Bauer war Stadtparteiobmann der FPÖ-Linz, Vorstandsmitglied der FPÖ Landesgruppe Oberösterreich, Leiter des FPÖ-Pressereferats, Leiter des Freiheitliches Bildungswerkes und Obmann im Berg-Isel-Bund.

## Privates
Bauer wurde als Sohn des Bundesbahnbeamten und Kapellmeisters Leopold Bauer geboren, wobei er bereits mit 16 Jahren Vollwaise war. Er heiratete Maria Höllinger und wurde Vater eines Sohnes.

## Auszeichnungen
- Goldenes Ehrenzeichen für Verdienste um die Republik Österreich[4] (1975)
- Dinghofer-Medaille der FPÖ (1985)
- Goldenes Ehrenzeichen des Landes Oberösterreich (1987)